# Episodi di City on a Hill (seconda stagione)
La seconda stagione della serie televisiva City on a Hill, composta da otto episodi, è stata trasmessa in prima visione assoluta negli Stati Uniti d'America dal canale via cavo Showtime dal 28 marzo al 16 maggio 2021.
In Italia, la stagione è andata in onda in prima visione sul canale satellitare Sky Atlantic dal 5 al 26 luglio 2021.
| nº | Titolo originale                   | Titolo italiano         | Prima TV USA   | Prima TV Italia |
| -- | ---------------------------------- | ----------------------- | -------------- | --------------- |
| 1  | Bill Russell's Bedsheets           | Senti il mio ruggito    | 28 marzo 2021  | 5 luglio 2021   |
| 2  | I Need a Goat                      | Contromosse             | 4 aprile 2021  | 5 luglio 2021   |
| 3  | Is the Total Black, Being Spoken   | Rimorsi e rimpianti     | 11 aprile 2021 | 12 luglio 2021  |
| 4  | Overtime White and Overtime Stupid | Atto di dolore          | 18 aprile 2021 | 12 luglio 2021  |
| 5  | East of Eden                       | Verità sepolte          | 25 aprile 2021 | 19 luglio 2021  |
| 6  | Don't Go Sayin Last Words          | Una bugia per una bugia | 2 maggio 2021  | 19 luglio 2021  |
| 7  | Apophasis                          | L'accordo               | 9 maggio 2021  | 26 luglio 2021  |
| 8  | Pax Bostonia                       | Pax Bostonia            | 16 maggio 2021 | 26 luglio 2021  |